# Jeppe Viinberg
Jeppe Hudloff Viinberg (født 29. november 1983 i Aarhus) er en dansk tidligere håndboldspiller og håndboldtræner. Han spillede senest for Viborg HK. Han kom til klubben i 2012. Han har tidligere optrådt for Team Tvis Holstebro, Skovbakken, Ikast FS, Faaborg HK og Odder Håndbold. Han danner privat par med den tidligere Randers HK-spiller Berit Kristensen.
Efter han indstillede karrieren er han blevet træner i Nørre Djurs HK.

## Karriere
Han startede som 10-årig. Han spillede en stor del af sin ungdomstid i netop Viborg HK. Jeppe var en stor profil i Odder Håndbold, men uoverensstemmelser mellem ham og ledelsen omkring en ferie, gjorde at han blev fyret. Efter dette skiftede han til Viborg HK.